# Im Tal der wilden Rosen: Was das Herz befiehlt
Was das Herz befiehlt ist ein deutsches romantisches Filmdrama von Oliver Dommenget aus dem Jahr 2006. Der Film ist Teil einer Filmreihe des ZDF, die unter dem Titel Im Tal der wilden Rosen firmiert und in deren Mittelpunkt Frauen stehen, die sich in der Pionierzeit des 19. Jahrhunderts auf neues Terrain vorgewagt und sich allen Widerständen zum Trotz ein neues Leben aufgebaut haben. Es handelt sich um den ersten Film der Reihe, dessen Hauptrollen mit Eva Habermann und Oliver Bootz sowie Moritz Lindbergh, Carin C. Tietze, Eleonore Weisgerber, Miguel Herz-Kestranek und Maximilian Werner besetzt sind.
Im Vorspann zum Film spricht Gerlinde Locker folgenden Text zur Einführung der Geschichte: „Das Tal der Wilden Rosen. Unser Tal, unsere Welt, in der wir als Siedler gelebt und gearbeitet haben. Wir haben unsere Tiere versorgt, unsere Felder bestellt, Rinderherden über das weite Land getrieben und für die harten Winter vorgesorgt. Es war kein leichtes Leben und dennoch wussten die Frauen im Tal, was es heißt, zu lieben und wie hoch der Preis ist, den man mitunter dafür zahlen muss.“

## Handlung
Vorwort: „Sarah Ripley kam nicht von hier, aber sie war trotzdem eine von uns. Sie war schön, stark und klug und hegte zu allem Überfluss den tollkühnen Traum nach dem Tod ihres Mannes wieder als Lehrerin zu arbeiten. Aber ehe es dazu kam, sollte ihr unbedingter Glaube an die große Liebe sie in einen Konflikt bringen, aus dem es scheinbar nur einen einzigen Ausweg gab.“
Nachdem Sarah Ripleys Mann Mark gestorben ist, muss die junge Mutter ihren achtjährigen Sohn Tim allein aufziehen. Sarah und Tim leben zusammen mit Sarahs Mutter Ruth Abbanat auf einer kleinen Farm am Rande eines kanadischen Tals. Ruth Abbanat hat ihre Heimatstadt Boston verlassen, um ihrer Tochter beizustehen. Der Holzhandel, den Mark Ripley betrieben hatte, ist zum Erliegen gekommen. Das Geld ist knapp, die Vorräte fast aufgebraucht und der nahende Winter gibt Anlass zur Sorge. Sarah, die eine Ausbildung als Lehrerin hat, und den Kindern der Siedler gern Unterricht geben würde, weiß jedoch, dass die gesellschaftlichen Verhältnisse in dieser abgelegenen Gegend so sind, dass man einer alleinstehenden Frau diesen Job nicht geben wird. So versucht sie sich als Fotografin etwas dazu zu verdienen.
Sarah ist mit dem jungen Geistlichen Ben befreundet, der mehr für sie empfindet als nur Freundschaft, und glücklich wäre, wenn sie ihn heiraten würde, ignorierend, dass Anna-Maria, die er seit Kindertagen kennt, ihn von Herzen liebt. Obwohl bei Sarah keine Liebe im Spiel ist, spielt sie mit dem Gedanken, aus Vernunftgründen und um ihrem Sohn eine sichere Zukunft bieten zu können, Bens Frau zu werden. Sarahs Mutter Ruth dagegen hat Grund zur Freude, Jerry, inzwischen ein erfolgreicher Tuchhändler, einst ihre große Liebe, taucht plötzlich im Tal auf. Er erzählt ihr, dass seine Frau Emily gestorben sei und überlässt ihr einen kostbaren Stoffballen. Zudem lädt er sie ein, ihn zu besuchen.
Dann jedoch steht plötzlich Robert Ripley, der Bruder von Sarahs verstorbenem Mann, vor der Tür, der beabsichtigte, seinen Anteil an der elterlichen Farm einzufordern, da er Geld benötigt, um den von ihm ins Leben gerufenen kleinen Bootsbau-Betrieb retten zu können. Sensibel und warmherzig wie er ist, erkennt er sofort, dass Sarah selbst nur das Nötigste hat und will sich wieder zurückziehen. Zuvor will er den Frauen jedoch helfen, dass sie den Winter überstehen können. Als erstes baut er einen neuen Holzschuppen, da es beim alten durchregnet.
Zwischentext: „Robert hatte Sarahs Herz berührt, es wieder zum Leben erweckt und drohte jetzt, es ihr zu brechen. Aber dann wurde Sarah vernünftig.“ Sarah gibt Ben zu verstehen, dass Erntedank ein guter Zeitpunkt für eine Hochzeit sei, woraufhin er meint, er werde sie nicht enttäuschen.
Zwischentext: „Es waren die Momente innigsten Glücks und größter Zufriedenheit, die Sarah ihre Vorahnung ignorieren ließen, dass das Schicksal anderes mit ihr vorhatte.“ Obwohl der Hochzeitstermin feststeht, sind die nächsten Wochen zwischen Sarah und Robert angefüllt mit vielen glücklichen Stunden und einer Nähe, die Sarah so bisher nicht kannte. Robert rät ihr zu, sich um den Lehrerposten zu bewerben, oder, wenn sie das nicht wolle, es woanders zu versuchen. In einem Gespräch, in dem Sarah Robert nach den Gründen fragt, warum er vor Jahren weggegangen sei, antwortet er, er sei kurz davor gewesen eine Frau zu heiraten, die er nicht liebe und das sei so ziemlich das Schlimmste was man jemanden antun könne, vor allem, wenn der andere wirkliche Liebe empfinde. Auf Nachfrage meint er, dass es sich um Doris, Bens Schwester, gehandelt habe. Als Sarah und Robert am See Fisch braten, kommt es zu Intimitäten zwischen ihnen, die Stevie, Doris Sohn, der von ihr beauftragt worden ist Sarah zu überwachen, beobachtet.
Nachdem Sarah die Verlobung mit Ben gelöst hat, erzählt ihr ihre Mutter, die inzwischen mit Bens Partner Walter gesprochen hat, dass er nur da sei, um seine Hälfte des Besitzes zu verkaufen. Sie gibt ihrer Tochter Geld, um Robert auszuzahlen. Sarah, die mit Robert sprechen will, hört nur den irreführenden Anfang eines Gespräches zwischen Robert und Walter mit, nicht aber, dass Robert seinem Freund gesteht, dass er Sarah liebe und bleiben möchte.
Nachdem Robert Ben, der vom Pferd gefallen ist, vor den gefährlichen Stromschnellen gerettet hat, geht Ben auf Sarah zu. Sie beschließen, es noch einmal miteinander zu versuchen. Walter beschwört seinen Freund zurück zu Sarah zu gehen und ihr endlich zu sagen, wie sehr er sie liebe, bevor sie Bens Ring trage. Und so platzt Robert in die Trauung hinein, noch bevor Sarah Ben ihr Jawort gegeben hat. Zusammen verlassen sie die Kirche. Jerry, der ebenfalls anwesend ist, ergreift die Gelegenheit und bittet seine Jugendliebe Ruth, mit ihm vor den Traualtar zu treten.
„In den folgenden Jahren bauten Sarah und Robert einen florierenden Holzhandel auf. Sarah wurde die erste verheiratete Lehrerin in der Geschichte des Tals und Timmy bekam ganz nebenbei noch drei Geschwisterchen. Ruth zog mit Jerry an den Athabascasee und Anna-Maria heiratete am Ende doch noch ihren Ben. Aber das ist eine andere Geschichte.“

## Produktionsnotizen, Veröffentlichung
Produziert wurde der Film von der Videoscope Fernseh-Film GmbH. Die Dreharbeiten fanden in Kanada statt. Ideengeber für die neue Filmreihe ist Claus Beling, verantwortlicher Leiter der Hauptredaktion Unterhaltung/Wort beim ZDF. Das Thema spuke ihm seit längerer Zeit im Kopf herum, erzählte Beling, sodass er seine Vision dann der Autorin Barbara Engelke und dem damaligen Polyphon-Chef Matthias Esche vorgetragen habe.
Der Film wurde vom ZDF am 29. Januar 2006 im Rahmen des „Großen ZDF-Sonntagsfilms“ erstausgestrahlt. In Italien wurde er am 23. August 2009 veröffentlicht.
Die ersten drei Filme der Reihe erschienen am 4. Dezember 2006 auf DVD, herausgegeben von der Universum Film GmbH.

## Rezeption

### Einschaltquote
Auf der Seite Blickpunkt:Film hieß es: Einen sehr guten Einstand feierte „Im Tal der wilden Rosen“, die neue Sonntagsreihe des ZDF. Der erste 90-Minüter der im kanadischen Westen der Pionierzeit angesiedelten Geschichten, Was das Herz befiehlt, wurde gestern mit 7,29 Mio. Zuschauern (Marktanteil: 19 Prozent) souveräner Sonntagssieger.

### Kritik
Die Kritik von TV Spielfilm belief sich einzig auf den Satz: „Wild-romantisch wie auf dem Ponyhof.“
Die Seite Filmdienst führte aus: „Abenteuerlicher (Fernseh-)Film aus einer dreiteiligen Serie, die den wagemutigen Siedlerfrauen des 19. Jahrhunderts ein Denkmal errichten möchte und dazu vorgeblich einen besonders weiblichen Blick auf das harte Leben in der Wildnis richtet.“
Kino.de führte zu den ersten drei Filmen aus: „Drei melodramatische Erzählungen aus der großen weiten Welt der kanadischen Natur. Barbara Engelkes große Kanada-Erzählungen über starke Frauen wurden aufwändig verfilmt. Großartige Landschaftsaufnahmen inmitten unberührter Natur lassen somit auch leicht über die eine oder andere Storyschwäche hinweg blicken. Seichte Unterhaltung, große Melodramatik und die über allem stehende unerfüllbare Liebe geben in diesen ZDF-Verfilmungen den Ton an.“
Frank Heine von Blickpunkt:Film bescheinigte der neuen Reihe: „Starker Auftakt: ‚Im Tal der wilden Rosen‘.“
Julian Miller von Quotenmeter.de hingegen konnte der Auftaktfolge nichts abgewinnen und meinte, der Film sei ein Reinfall, allein schon die „Grundidee“ klinge „nicht sonderlich toll“, die „Umsetzung“ ziehe „das gesamte Konzept ins Lächerliche“. Miller vertritt die Ansicht, dass die „ohnehin schon stereotypen Charaktere durch maßlos untalentierte Schauspieler (die einzige Ausnahme bilde hier Eva Habermann, die diesem Melodram wenigstens ein Fünkchen Glaubwürdigkeit)“ verleihe, „sehr unnahbar“ seien, wodurch „der Zuschauer keinen Zugang zu ihnen“ finde und sich „folglich auch nicht mit ihnen identifizieren“ könne. Wer gute Fernsehunterhaltung mit intelligenter Story und Charakteren mit emotionaler Tiefe möge, dem könne man ‚Im Tal der wilden Rosen‘ sicherlich nicht empfehlen, lautete dann folgerichtig auch Millers Schlusssatz.